# Équipe de France de football en 1909
Chronologie
Saison précédente Saison suivante
L'équipe de France de football joue deux rencontres en 1909. 
Contre la Belgique, c'est le premier match du Comité français interfédéral (CFI) dont la Fédération internationale de football association (FIFA) a reconnu l'affiliation provisoire en décembre 1908 à la place de l'Union des sociétés françaises de sports athlétiques (USFSA), démissionnaire. Les onze joueurs appartiennent à des clubs affiliés à la Fédération gymnastique et sportive des patronages de France (FGSPF) — fédération des patronages — et les joueurs de l'USFSA sont exclus de la sélection.
Contre l'Angleterre, la sélection comporte neuf joueurs de la FGSPF et deux de la Fédération cycliste et athlétique de France (FCAF) : Sollier et Pacot.

## Les matches
| Date        | Stade                                     | Adversaire         | Score  | Compétition | Buteurs français          |
| 9 mai 1909  | Stade du Vivier d'Oie Bruxelles, Belgique | Belgique           | D 2-5  | A           | Mouton (60e), Rigal (89e) |
| 22 mai 1909 | Stade de la FGSPF Gentilly, France        | Angleterre amateur | D 0-11 | A           |                           |

A : match amical.

## Les joueurs
| Joueurs                                                            |    |    |
| Gardiens de but                                                    |    |    |
| Tessier (AS Bon Conseil) (1re sélection)                           | 90 | 90 |
| Défenseurs                                                         |    |    |
| Ernest Tossier (Patronage Olier) (1re et dernière sélection)       | 90 |    |
| Henri Guerre (Patronage Olier) (1re et dernière sélection)         | 90 |    |
| André Sollier (Club athlétique de Vitry) (1re sélection)           |    | 90 |
| Gilbert Brébion (Étoile des Deux Lacs) (1re et dernière sélection) |    | 90 |
| Milieux                                                            |    |    |
| Jean Rigal (AF Garenne-Colombes) (1re sélection)                   | 90 | 90 |
| Raymond Gouin (JA Levallois) (uniques sélections)                  | 90 | 90 |
| Jean-Marie Barat (AS Bon Conseil) (uniques sélections)             | 90 | 90 |
| Attaquants                                                         |    |    |
| Henri Bellocq (Étoile des Deux Lacs) (1re sélection)               | 90 | 90 |
| Henri Mouton (Étoile des Deux Lacs) (1re sélection)                | 90 | 90 |
| Félix Julien (AS Bon Conseil) (uniques sélections)                 | 90 | 90 |
| Maurice Meunier (Étoile des Deux Lacs) (1re et dernière sélection) | 90 |    |
| Alfred Compeyrat (JA Levallois) (1re sélection)                    | 90 |    |
| Jean Pacot (CA Pierrefitte) (1re et dernière sélection)            |    | 90 |
| Victor Hitzel (JA Levallois) (1re et dernière sélection)           |    | 90 |